# Gated community

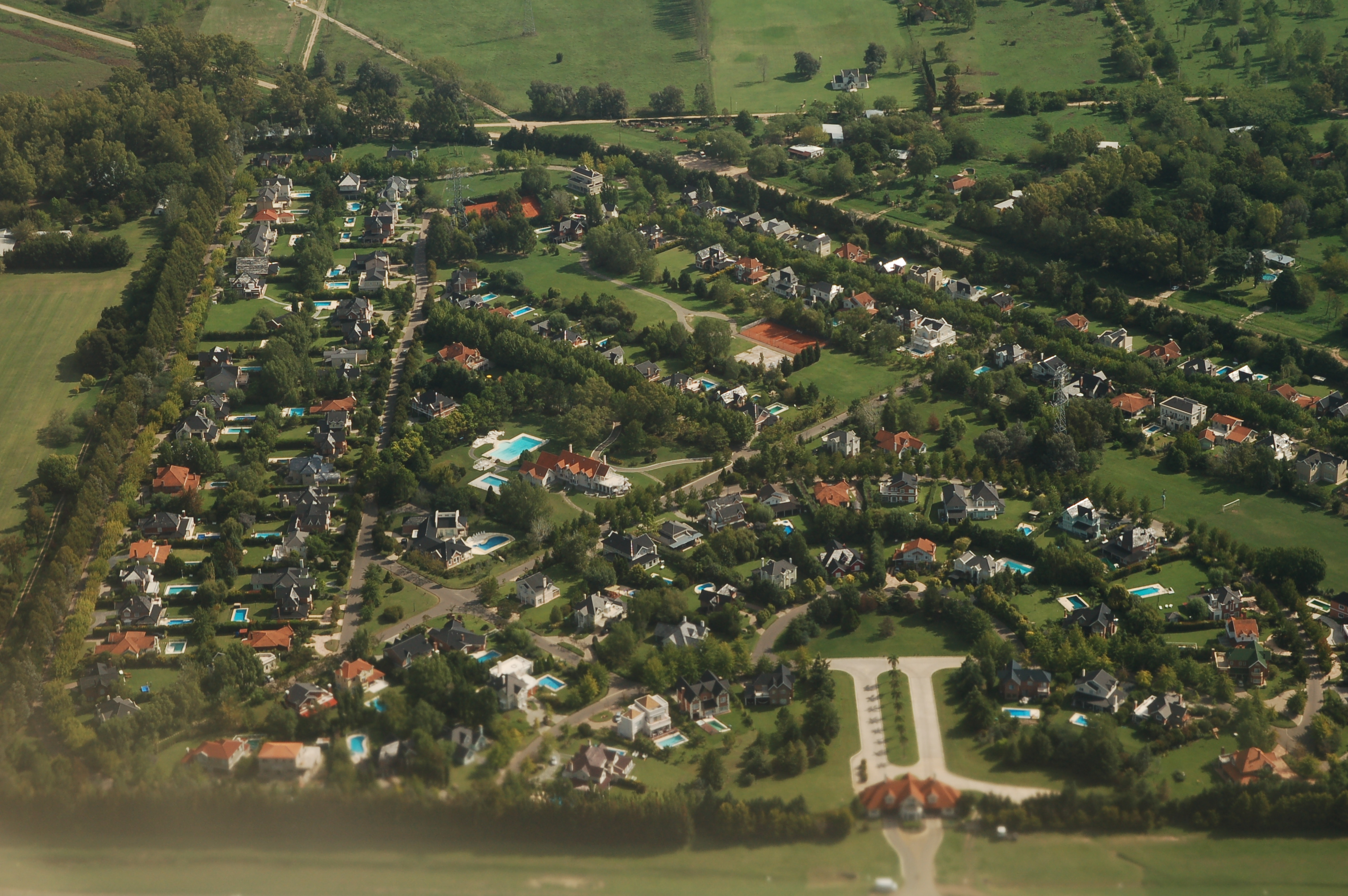
Een gated community bij Ezeiza, een voorstad van Buenos Aires, Argentinië

Een gated community, afgesloten villawijk of hekwerkwijk is een omheinde woonwijk of levensgemeenschap. Het is een woongebied, vaak afgesloten met afsluitingen en poorten, waarbij de toegang gecontroleerd wordt, met de bedoeling om de veiligheid en privacy van de bewoners te verhogen.
De grootte van een gated community kan variëren van een appartementsgebouw met gedeelde faciliteiten (bijv. een zwembad), over kleine wijk met enkele appartementengebouwen en gemeenschappelijke voorzieningen tot een hele stad met winkels, scholen, ziekenhuizen, parken en bedrijfsterreinen. Een voorbeeld van deze laatste is het Kaiserslautern Military Community in Duitsland, waar 54.000 Amerikaanse militairen en burgers wonen. 
Gated community's zijn ontstaan in de Verenigde Staten en bevinden zich in veel landen waar de kloof tussen arm en rijk groot is, zoals Mexico, Brazilië, China en Zuid-Afrika, maar ook in stedelijke gebieden waar veel criminaliteit is (of wordt ervaren).

## Typen gated community's
In hun standaardwerk Fortress America: Gated Communities in the United States uit 1997 geven Edward J. Blakely en Mary Gail Snyder de volgende indeling van gated communities:
- Prestige communities zijn luxe woonwijken voor de zeer welgestelden die graag tussen andere welgestelden willen wonen om hun rijkdom en status te kunnen etaleren zonder angst voor diefstal of beroving.
- Lifestyle communities zijn woonwijken voor mensen uit een bepaalde sociale klasse die in dezelfde levensfase verkeren en gelijke wensen op het gebied van levensstijl hebben. Voorbeelden zijn golf-communities en gepensioneerden-communities met een op hun wensen toegesneden infrastructuur.
- Security zones zijn woonwijken voor mensen die reële of vermeende criminele dreigingen buiten willen sluiten.

## Kenmerken

### Doelgroep
Gated community's zijn bedoeld voor de hogere sociale klassen. Naarmate de kloof tussen arm en rijk in een land groter is en de criminaliteit toeneemt, neemt de reële of gevoelde veiligheid van de bovenlaag van de bevolking af. Hierdoor ontstaat bij de hogere sociale klassen meer behoefte aan extra bewaking van bezittingen en beveiliging van de woon- en leefomgeving.

### Beveiliging en bewaking
Alle typen gated community's hebben als doel hun bewoners en hun bezittingen te beveiligen tegen de omgeving. Naast controle op de toegang is een gated community vaak beveiligd met beveiligingscamera's, alarmsystemen, beveiligingspersoneel en omheiningen zoals hekwerken en muren.

### Interne organisatie
Net zoals appartementbewoners moeten voldoen aan de regels van een vereniging van eigenaren, gelden voor de gated community's ook regels. Omdat de hele wijk privéterrein is, inclusief de infrastructuur en gemeenschappelijke voorzieningen, betekent dit dat de lokale overheid in deze wijken beperkt wordt in de uitoefening van haar maatschappelijke taken. Wegonderhoud en vuilnis ophalen worden door de gated community's in eigen beheer uitgevoerd. Bij grotere community's die beschikken over bijvoorbeeld eigen scholen of ziekenhuizen is ook het onderwijs en de gezondheidszorg in eigen beheer. De regels die worden opgesteld door de community's kunnen heel vergaand zijn, variërend van regels voor tuininrichting en -onderhoud tot een verbod op kinderen in de wijk. Wie in de gated community wil wonen zal deze regels moeten naleven, anders kunnen sancties worden opgelegd of kan zelfs tot uitzetting worden overgegaan.

### Segregatie
Naarmate de gated community groter en zelfvoorzienender is, neemt de interactie van de communitybewoners met de omgeving af, wat leidt tot sociale segregatie.

## Tegenstanders
Het zich in meer of mindere mate onttrekken aan de rest van de maatschappij wordt door critici als nadeel gezien. Het sociaal kapitaal van de gehele samenleving zou door dergelijke enclaves kleiner worden.
Tegenstanders hekelen ook het argument dat beperking van de toegang zou leiden tot grotere veiligheid. Ze stellen dat slechts een klein deel van de voorbijgangers crimineel is en dat naarmate er meer mensen in een wijk zijn, hun aanwezigheid criminelen meer afschrikt en deze mensen eerder hulp kunnen bieden bij incidenten.
Verder blijkt uit sommige onderzoeken dat de gated community's slechts een schijnveiligheid bieden omdat de criminaliteitscijfers niet lager zijn dan in niet afgesloten wijken.

## Nederland

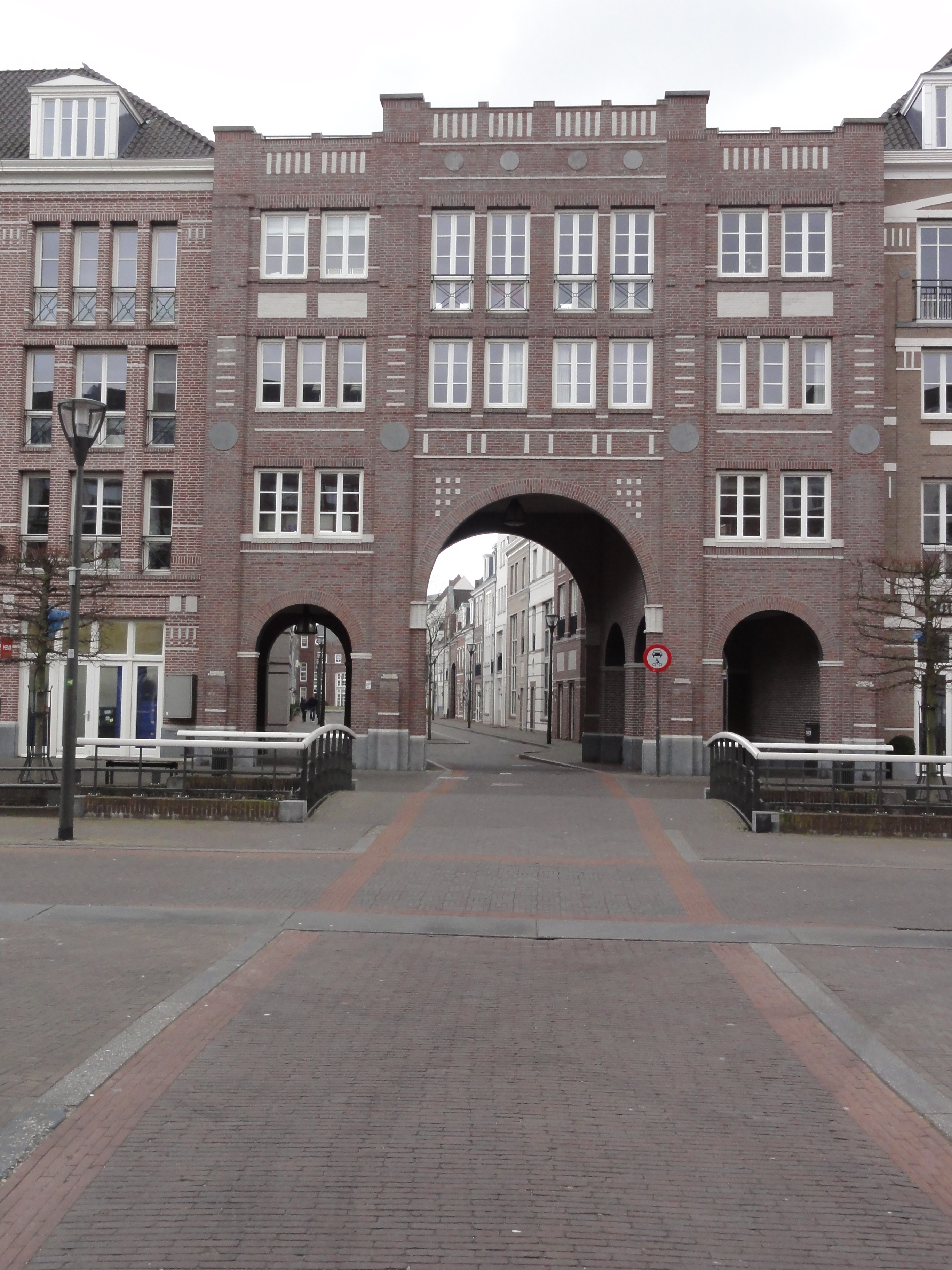
Poort in de Helmondse wijk Brandevoort.

In Nederland bevinden zich tot nu toe geen gated community's. In Nederland wordt meestal door de uiterlijke structuur van woonwijken en de zich daarin bevindende complexen gepoogd een scheiding met de omringende bebouwing te benadrukken om het voor buitenstaanders minder aanlokkelijk te maken om er te komen en de inwoners het idee te geven in een defensible space ('verdedigbare ruimte') te wonen.
Nieuwe woonwijken die in vestingvorm zijn gebouwd met slechts enkele toegangen, zoals delen van de Vinex-locatie Brandevoort in Helmond en de wijk Haverleij ten noordwesten van 's-Hertogenbosch, vormen vaak een als veilig ervaren woonomgeving en doen daarom enigszins denken aan gated community's.
Appartementengebouwen met afgesloten centrale ingangen of terreinen met villa's met een gezamenlijke ingang, zoals Résidence Klein Osdorp in Amsterdam en Ringvaartstaete bij Nieuwerkerk aan den IJssel, hebben veel kenmerken van gated community's maar zijn te klein om van een community (gemeenschap) te kunnen spreken. Zo zijn er geen winkels, scholen, parken of andere voorzieningen van een woonwijk. Dat geldt ook voor de diverse woningcomplexen in de Haverleij. Zo bestaat Kasteel Leliënhuyze uit 67 woningen die gezamenlijk zijn omgeven door een slotgracht. Het collectieve binnenterrein is eigendom van de Vereniging van Eigenaren en is alleen toegankelijk door een poort. Voor de poort bevindt zich een slagboom. De slagboom kan vanuit elk huis worden bediend, maar mag op een eis van de gemeente alleen tussen zonsondergang en zonsopgang worden gesloten. Voor voetgangers en fietsers blijft het binnenterrein ook dan toegankelijk. Daarmee is Leliënhuyze overigens minder afgesloten dan veel andere wooncomplexen en appartemententorens met gezamenlijke binnentuinen en parkeergelegenheid.
Terreinen met vakantiewoningen mogen niet permanent worden bewoond en zijn niet uitsluitend bedoeld voor de hogere sociale klasse, maar hebben vaak wel andere kenmerken van gated community's.

## België
De De Bossquare in Brussel is sinds 1993 afgesloten van het publiek. Daarnaast wordt ook in Knokke-Heist een gated community gebouwd (tien loten) aan de Graaf Jansdijk.